# Cupidesthes paludicola
Cupidesthes paludicola är en fjärilsart som beskrevs av Holland 1891. Cupidesthes paludicola ingår i släktet Cupidesthes och familjen juvelvingar. Inga underarter finns listade i Catalogue of Life.